# Доброславовка
Доброславовка (укр. Доброславівка) — село в Чернетчинской сельской общине Ахтырского района Сумской области Украины.
Код КОАТУУ — 5920389203. Население по переписи 2001 года составляет 118 человек.

## Географическое положение
Село Доброславовка находится на правом берегу реки Ворскла,
ниже по течению на расстоянии в 1,5 км расположено село Чернетчина,
на противоположном берегу — город Ахтырка.
Река в этом месте извилистая, образует лиманы, старицы и заболоченные озёра.
К селу примыкает большой лесной массив (дуб).
Рядом проходит автомобильная дорога Т-1705.

## История
- 1732 год - дата первого упоминания[1].
- Село Доброславовка построили монахи из Свято-Троицкого монастиря.
- В XVIII-XIX веках слобода Доброславовка принадлежала братьям Войновичам — Ивану, Павлу и Петру. Отставной секунд-майор Иван Войнович, предводитель Ахтырского дворянства, и его жена владели 125 душами. В селе были бумажная и стеклянная мануфактуры. Выпускали обычную бумагу для письма, обёрточную и другие сорта бумаги. Действовала мануфактура до первой половины XIX века.

## Предприятия
- Детский лагерь отдыха «Космос».

## Известные люди
- Арцыбашев Михаил Петрович — писатель, драматург, родился в селе Доброславовка.